# Sebedestruktivní chování

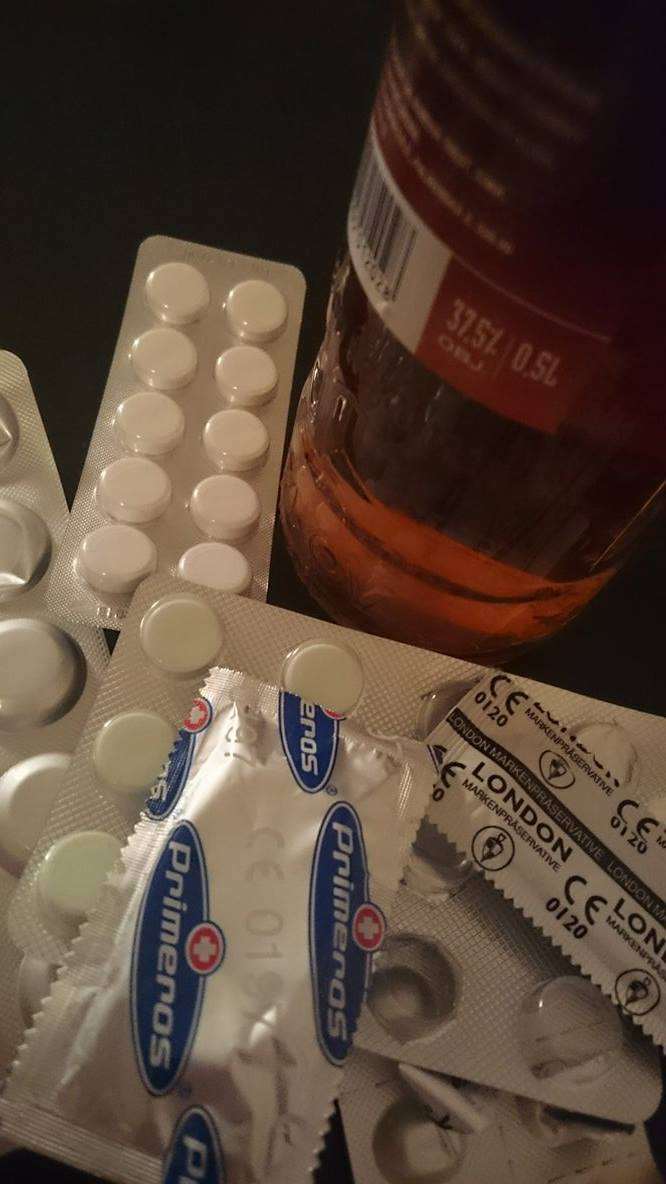
Alkoholismus, narkomanie a promiskuita jsou jedním z projevů sebedestruktivního chování

Sebedestruktivní chování (někdy také autodestruktivní tendence) je sociálně patologické chování vedoucí k sebepoškozování sebe sama (např. alkoholem, závislostí na drogách, promiskuitou či špatnou hygienou) a k sebevražedným tendencím. Toto chování je buď podmíněno duševní poruchou, nebo se jedná o snahu uniknout z nějaké nepříjemné situace.

## Obecně
Sebedestruktivní chování se může objevit jak u dospělých lidí, tak u dětí předškolního věku. Často se však nejvíce projevuje u adolescentů, kteří si toto chování nesou dále do života. Příčiny tohoto chování je však třeba hledat většinou v dětství, kdy byl v dětech jejich okolím vyvolán nedostatečný pocit vlastní hodnoty. Někdy se jedná i o vedlejší projev neurotického chování, kdy jedinec pociťuje nenávist sám k sobě a snaží se ji překonat jinou formou (závislosti, hazard, poruchy příjmu potravy). Sebedestruktivní chování může být krátkodobé, kdy se jedná většinou o získání nějaké výhody, nebo dlouhodobé, kdy je jedinec duševně nemocný a měl by vyhledat odborníka.

## Historie pojmu
Wilhelm Stekel v roce 1909 vnesl poprvé problematiku sebedestruktivního chování do psychologické literatury, pozornosti tomuto tématu se však dostalo až roku 1922, kdy byla publikována kniha Sigmunda Freuda Jenseits des Lustprinzips.

## Typy sebedestrukce
Sebedestruktivní chování se projevuje ve velmi široké škále. Jedním typem sebedestruktivního chování jsou problémy s příjmem potravy, které často vedou k anorexii nebo bulimii.
Dalším typem jsou sklony k závislostem:
- Alkoholismus
- Narkomanie
- Tabakismus

Mezi další projev sebedestruktivního chování patří často promiskuita, při které se jedinec snaží zahnat pocit nedostatečnosti, snaží se překonat nepovedený vztah, nebo se snaží zvýšit si sebevědomí.
Posledním typem je přímé sebepoškozování, které vede často k suicidálnímu chování.

## Léčba
Při léčbě je důležité, aby si pacient uvědomil, že je jeho chování abnormální a souhlasil s léčbou. Nejlepším řešením je poradit se s psychologem (při lehkých projevech), nebo s psychiatrem.
Léčba však není krátkodobou záležitostí, protože pacient musí změnit své chování a znovu se naučit řešit problémy a kontrolovat své emoce. Dále se musí naučit, jak reagovat při těžkých životních situacích. Návštěvy psychologa se doporučují i v případě, že je pacient „vyléčen“.